# Барельєф коронації Ардашира II

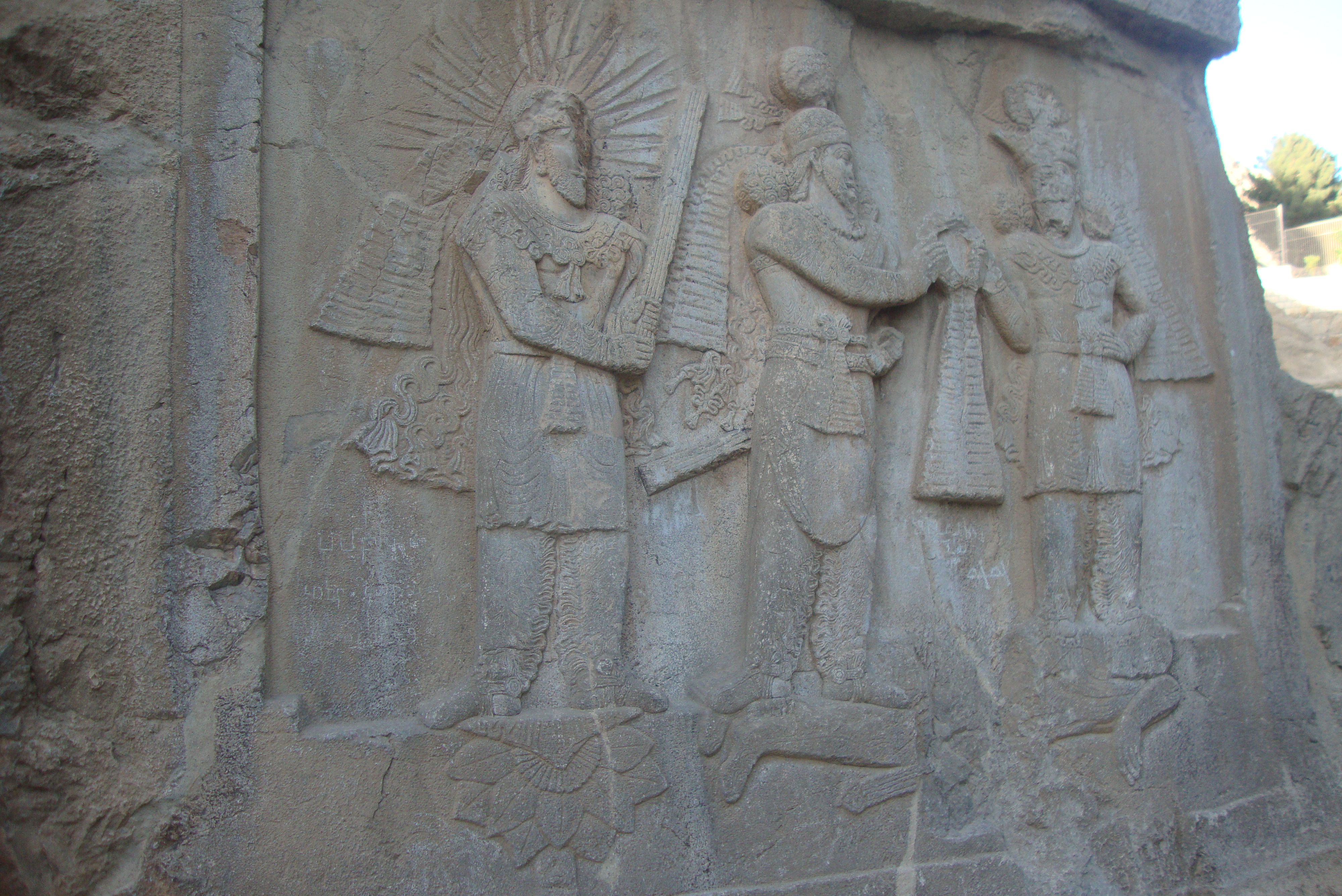
Коронація Ардашира II

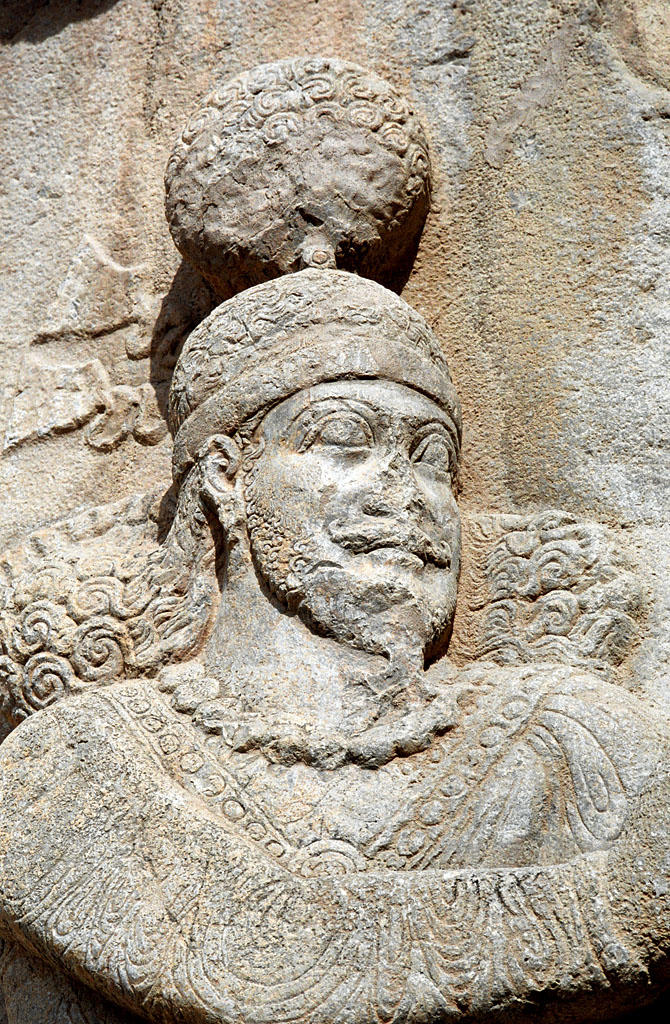
Фігура Ардашира II

Коронація Ардашира II — кам'яний барельєф створений між 379 і 383 роками, на якому зображений Ардашир II, тодішній шахиншах держави Сасанідів. Належить до серії барельєфів Таг-е Бостан на північному сході іранського міста Керманшах.
На цьому барельєфі Ардашир II бере Кільце царювання з рук Ахури Мазди. Мітра стоїть зліва від Ардашира і тримає Барсам. Однак деякі дослідники припускають, що то фігура Заратуштри, а не Мітри, оскільки навколо його голови світить німб, який міг належати лише Заратуштрі. Ардашир II зображений із царськими символами IV століття н. е. Мітра (або Заратуштра) вбраний у такий самий одяг, як і Ахура Мазда. Ардашир і Ахура Мазда поставили свої ноги на тіло переможеного кушанського царя. Під ногами Мітри квітка лотоса.